# Liberiictis kuhni
La mangosta liberiana (Liberiictis kuhni) es una especie de mamífero carnívoro de la familia Herpestidae. Fue descubierta en Liberia en 1958. Es la única especie de su género y no se reconocen subespecies.

## Distribución
Muy poco se sabe acerca de estos animales, excepto por los relatos de los nativos africanos. De estos animales se dice que viven en grupos pequeños y se alimenta de lombrices de tierra e insectos. Su área de distribución es desconocida, pero podría extenderse desde Sierra Leona a Costa de Marfil en la selva guineana occidental de tierras bajas. 
Los avistamientos confirmados están restringidos a los bosques de Liberia y el Parque nacional de Taï en Costa de Marfil. Un ejemplar vivo fue exhibido en el zoológico de Toronto, pero la guerra civil en Liberia impidió realizar estudios. Debido a su distribución restringida y a la caza indiscriminada, la mangosta liberiana se considera una especie vulnerable.

## Descripción
La mangosta liberiana tiene el cuerpo de color marrón oscuro, con una franja más oscura en el cuello y los hombros, rodeada por pequeñas bandas de color blanco. Comparada con otras especies de mangosta, tiene garras bastante largas y un hocico alargado con dientes pequeños. 
Uno de los pocos especímenes observados en su medio fue encontrado en una madriguera cerca de un nido de termitas. Las características físicas del animal, y su predilección por los insectos, ha llevado a los expertos a sugerir que la mangosta liberiana es principalmente insectívora.
Los pocos observadores que han visto esta especie en su hábitat natural han informado que vive principalmente en los troncos de los árboles. De hecho, algunas de las especies de mangosta más conocidas viven en los árboles durante la temporada de lluvias y ocupan madrigueras sólo durante el verano.

## Conservación
Esta especie es extremadamente rara, y ha sido clasificado por la UICN como especie en peligro de extinción por la destrucción de su hábitat y la caza por parte del hombre. Debido a su rareza, fue descrita hasta 1958, el primer espécimen completo fue descubierto en 1974.
Un intento de estudio en 1988, correspondió a solo un animal muerto por un cazador.
El ejemplar exhibido en el zoológico de Toronto ya murió. Los disturbios políticos en su área de distribución han hecho difícil su estudio.